# Корниенко, Трофим Николаевич
Трофим Николаевич Корниенко (1906, Киевская губерния — 1971, Калининская область[уточнить]) — сотрудник ОГПУ-НКВД-НКГБ-МГБ, начальник контрразведывательного отдела ГУГБ НКВД СССР, полковник (07.04.1943).

## Биография
Родился в украинской семье слесаря сахарного завода. Батрак у кулака, местечко Таганча Белоцерковского района Киевской губернии с мая 1919 по август 1921. Чернорабочий-конюх на свеклосахарном заводе, станция Ракитино Белоцерковского района с августа 1921 по май 1922. Батрак в селе Старая Гута Каменец-Подольского округа с мая 1922 по сентябрь 1922, затем сапожник-подмастерье у кустаря Подоляна в Киеве с сентября 1922 по август 1923. Был ассистентом в кожевенном техникуме Москвы с июня 1927 по июль 1928, рационализатор производства на обувной фабрике «Парижская коммуна» в Москве с июля 1928 по август 1930.

## Органы государственной безопасности
С января 1933 по июль 1934 помощник уполномоченного, уполномоченный IV-го отделения Особого отдела ОГПУ при СНК СССР. С июля 1934 по июнь 1935 уполномоченный III-го отделения Особого отдела ГУГБ НКВД СССР. С июня 1935 по декабрь 1936 оперативный уполномоченный VII-го отделения Особого отдела ГУГБ НКВД СССР. С декабря 1936 по 1937 оперативный уполномоченный V-го отдела ГУГБ НКВД СССР. С 1937 по 1938 оперативный уполномоченный — старший оперативный уполномоченный III-го отдела ГУГБ — I-го управления НКВД СССР. Затем по ноябрь 1938 начальник III-го отделения III-го отдела ГУГБ НКВД СССР. С ноября 1938 по 25 июня 1939 заместитель начальника III-го отдела ГУГБ НКВД СССР. С 25 июня 1939 по 26 сентября 1940 начальник III-го отдела ГУГБ НКВД СССР. С 26 сентября 1940 по 26 февраля 1941 заместитель начальника III-го отдела ГУГБ НКВД СССР.
С 26 февраля по 20 августа 1941 начальник IV-го отдела II-го управления НКГБ СССР. С 20 августа по 2 декабря 1941 начальник V-го отдела II-го управления НКВД СССР. С марта по август 1942 начальник Управления по борьбе с бандитизмом НКВД Украинской ССР. С августа по декабрь 1942 начальник Оперативной группы НКВД СССР в Грозном. С декабря 1942 по март 1943 в специальной командировке в Новосибирске. С 25 марта по 7 мая 1943 начальник Управления НКВД по Ашхабадской области. С 7 мая 1943 по апрель 1944 начальник Управления НКГБ по Ашхабадской области. С мая 1944 по ноябрь 1945 начальник Управления НКГБ по Кировоградской области.
С ноября 1945 по февраль 1948 народный комиссар — министр государственной безопасности Мордовской АССР. С февраля по апрель 1948 в резерве МГБ СССР. С апреля 1948 по декабрь 1952 заместитель начальника Управления охраны МГБ Ковельской железной дороги. С декабря 1952 по сентябрь 1953 начальник Управления охраны МГБ — МВД Ковельской железной дороги. С сентября 1953 по май 1954 заместитель начальника Дорожно-транспортного управления МВД — КГБ Львовской железной дороги.
Пенсионер с мая 1954, проживал в городе Львов. В 1971 скончался в Калининской области.

## Звания
- сержант ГБ, 11.12.1935;
- младший лейтенант ГБ, 25.07.1938;
- майор ГБ[2], 17.01.1939;
- старший майор ГБ, 14.03.1940;
- полковник ГБ, 07.04.1943.

## Награды
- два ордена Красной Звезды[3], 26.04.1940;
- орден Отечественной войны 1-й степени, 10.04.1945;
- пять медалей.